# Rosoy, Yonne
Rosoy är en kommun i departementet Yonne i regionen Bourgogne-Franche-Comté i norra Frankrike. Kommunen ligger i kantonen Sens-Sud-Est som tillhör arrondissementet Sens. År 2022 hade Rosoy 1 077 invånare.

## Befolkningsutveckling
Antalet invånare i kommunen Rosoy
| Referens: INSEE |